# Saint-Hilaire-le-Grand
Saint-Hilaire-le-Grand és un municipi francès, situat al departament del Marne i a la regió del Gran Est. L'any 2007 tenia 326 habitants.

## Demografia

### Població
El 2007 la població de fet de Saint-Hilaire-le-Grand era de 326 persones. Hi havia 124 famílies, de les quals 32 eren unipersonals (12 homes vivint sols i 20 dones vivint soles), 32 parelles sense fills, 52 parelles amb fills i 8 famílies monoparentals amb fills.
La població ha evolucionat segons el següent gràfic:
Habitants censats

### Habitatges
El 2007 hi havia 140 habitatges, 127 eren l'habitatge principal de la família, 6 eren segones residències i 7 estaven desocupats. 139 eren cases i 1 era un apartament. Dels 127 habitatges principals, 88 estaven ocupats pels seus propietaris, 33 estaven llogats i ocupats pels llogaters i 6 estaven cedits a títol gratuït; 2 tenien tres cambres, 29 en tenien quatre i 96 en tenien cinc o més. 114 habitatges disposaven pel capbaix d'una plaça de pàrquing. A 67 habitatges hi havia un automòbil i a 56 n'hi havia dos o més.

### Piràmide de població
La piràmide de població per edats i sexe el 2009 era:
| Homes | Edats   | Dones |
| ----- | ------- | ----- |
| 0     | 95 o +  | 0     |
| 4     | 90 a 94 | 0     |
| 0     | 85 a 89 | 4     |
| 0     | 80 a 84 | 0     |
| 8     | 75 a 79 | 0     |
| 12    | 70 a 74 | 12    |
| 8     | 65 a 69 | 16    |
| 4     | 60 a 64 | 12    |
| 8     | 55 a 59 | 8     |
| 8     | 50 a 54 | 16    |
| 8     | 45 a 49 | 8     |
| 24    | 40 a 44 | 20    |
| 0     | 35 a 39 | 8     |
| 12    | 30 a 34 | 12    |
| 8     | 25 a 29 | 4     |
| 8     | 20 a 24 | 4     |
| 12    | 15 a 19 | 16    |
| 28    | 10 a 14 | 0     |
| 12    | 5 a 9   | 4     |
| 8     | 0 a 4   | 0     |

## Economia
El 2007 la població en edat de treballar era de 189 persones, 140 eren actives i 49 eren inactives. De les 140 persones actives 129 estaven ocupades (74 homes i 55 dones) i 11 estaven aturades (5 homes i 6 dones). De les 49 persones inactives 12 estaven jubilades, 17 estaven estudiant i 20 estaven classificades com a «altres inactius».

### Ingressos
El 2009 a Saint-Hilaire-le-Grand hi havia 132 unitats fiscals que integraven 358 persones, la mediana anual d'ingressos fiscals per persona era de 17.178 €.

### Activitats econòmiques
Dels 12 establiments que hi havia el 2007, 1 era d'una empresa de fabricació d'altres productes industrials, 1 d'una empresa de construcció, 2 d'empreses de comerç i reparació d'automòbils, 1 d'una empresa d'hostatgeria i restauració, 2 d'empreses immobiliàries, 2 d'empreses de serveis i 3 d'empreses classificades com a «altres activitats de serveis».
Dels 3 establiments de servei als particulars que hi havia el 2009, 1 era una lampisteria, 1 restaurant i 1 saló de bellesa.
L'any 2000 a Saint-Hilaire-le-Grand hi havia 26 explotacions agrícoles que ocupaven un total de 3.058 hectàrees.

## Equipaments sanitaris i escolars
El 2009 hi havia una escola elemental.

## Poblacions més properes
El següent diagrama mostra les poblacions més properes.